# Pisinna semiplicata
Pisinna semiplicata är en snäckart som först beskrevs av Powell 1927.  Pisinna semiplicata ingår i släktet Pisinna och familjen Anabathridae. Inga underarter finns listade i Catalogue of Life.